# Peter Tettinger
Peter J. Tettinger (* 1. März 1947 in Köln; † 23. September 2005 in Köln-Sürth) war ein deutscher Jurist, Professor an den Universitäten in Bochum und Köln sowie Richter am Verfassungsgerichtshof für das Land Nordrhein-Westfalen.

Peter J. Tettinger, Köln 2003

## Leben
Peter Josef Tettinger wurde 1947 in Köln geboren und studierte Rechtswissenschaften an der Universität zu Köln. 1970 folgte sein 1. juristisches Staatsexamen. Während seiner wissenschaftlichen Mitarbeit bei Klaus Stern 1970 bis 1979 wurde er mit dem Thema Ingerenzprobleme staatlicher Konjunktursteuerung auf kommunaler Ebene promoviert und machte 1979 sein 2. Staatsexamen. 1979 habilitierte er sich mit der Arbeit Rechtsanwendung und gerichtliche Kontrolle im Wirtschaftsverwaltungsrecht. 1980 wurde er Inhaber des Lehrstuhls für Öffentliches Recht mit den Schwerpunkten Allgemeines Verwaltungsrecht, Wirtschaftsverfassungs- und Wirtschaftsverwaltungsrecht an der Ruhr-Universität Bochum. Er gründete 1987 zusammen mit Fritz Fabricius, Uwe Hüffer und Knut Ipsen das Institut für Berg- und Energierecht dessen Direktor er von 1988 bis 1998 war. 1998 wechselte Tettinger an die Universität zu Köln und wurde Direktor des Instituts für öffentliches Recht und Verwaltungslehre.
Seit 1995 war Tettinger stellvertretendes Mitglied des Verfassungsgerichtshofs für das Land Nordrhein-Westfalen mit Sitz in Münster; seit 2000 ordentliches Mitglied. 2004 wurde er Mitglied der Nordrhein-Westfälischen Akademie der Wissenschaften (Klasse für Geisteswissenschaften). Er war Mitherausgeber der Zeitschrift für Sport und Recht.

## Veröffentlichung (Auswahl)
- Peter J. Tettinger, Wilfried Erbguth: Besonderes Verwaltungsrecht. Kommunalrecht, Polizei- und Ordnungsrecht, Baurecht, C.F. Müller Heidelberg 2005 (8. Auflage), bis zur einschließlich 7. Auflage noch von Tettinger alleine und ohne Baurecht, ISBN 3811438956
- Wolfgang Löwer, Peter J. Tettinger: Kommentar zur Verfassung des Landes Nordrhein-Westfalen, Boorberg 2002, ISBN 3415027112
- Peter J. Tettinger: Einführung in die juristische Arbeitstechnik, 3. überarb. Aufl. C. H. Beck, München 2003, ISBN 3406487238. (Fortgeführt in 4. Aufl. von Thomas Mann, 2009, ISBN 978-3-406-55977-8).
- Peter J. Tettinger, Rolf Wank: Gewerbeordnung (GewO), Kommentar, Beck Juristischer Verlag  2004, ISBN 3406514251